# 中国驻厄立特里亚大使馆
中华人民共和国驻厄立特里亚国大使馆，简称中国驻厄立特里亚大使馆，是中华人民共和国驻厄立特里亚的外交代表机构。

## 机构设置
中国驻厄立特里亚大使馆设置下列机构：
- 经商处
- 办公室